# Sankt-Lorenz-Brücke

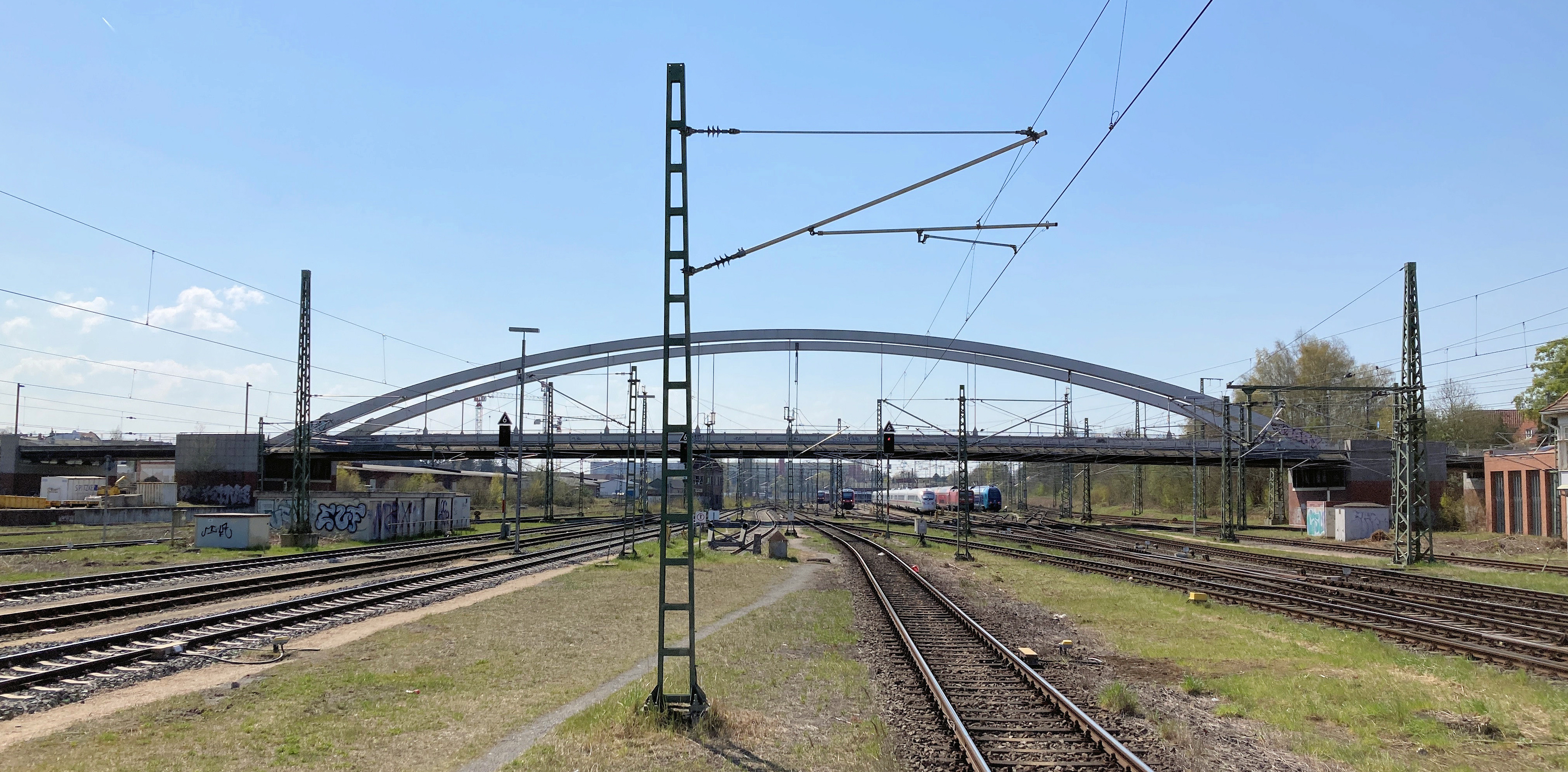
Sankt-Lorenz-Brücke vom Lübecker Hauptbahnhof (2023)

Die im Bau befindliche Brücke (1906)

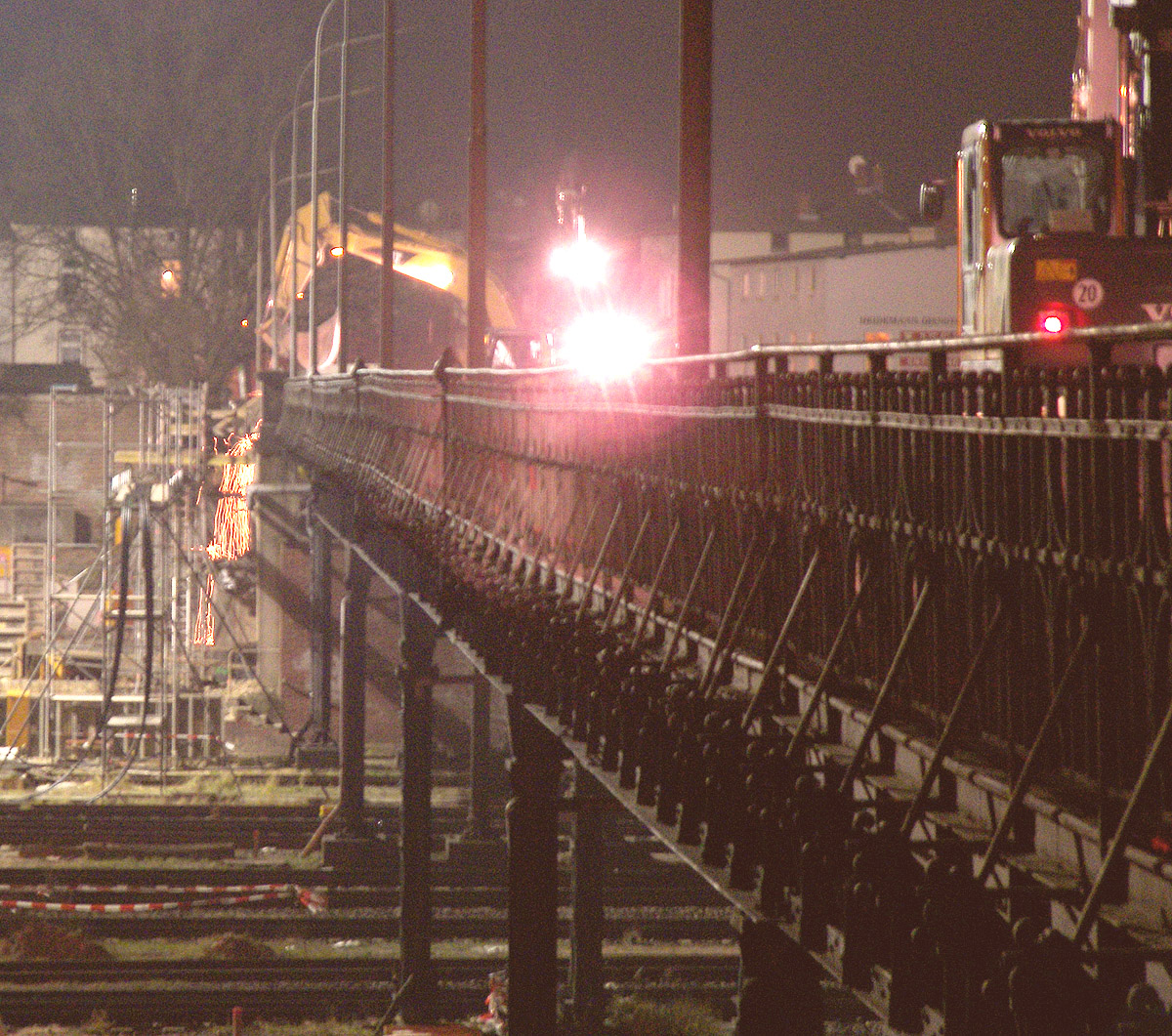
Abriss der alten Brücke (2008)

Die Sankt-Lorenz-Brücke (auch Meierbrücke genannt) ist eine Brücke, die die Lübecker Stadtteile St. Lorenz-Nord und St. Lorenz-Süd verbindet.

## Lage
Die etwa 220 Meter lange Sankt-Lorenz-Brücke überquert die Bahnschienen unmittelbar südwestlich des Lübecker Hauptbahnhofs. Sie dient als Überführung der Meierstraße zur gegenüberliegenden Wisbystraße. Daher kommt auch der im Volksmund verwendete Name Meierbrücke.

## Geschichte
1907 wurde die Sankt-Lorenz-Brücke im Rahmen des neuen Hauptbahnhofs als Überquerung der Gleise gebaut. Für die Elektrifizierung der Bahnstrecke Lübeck–Hamburg war die 100 Jahre alte Balkenbrücke zu niedrig, weshalb 2008 die alte Brücke einem Neubau weichen musste. Innerhalb von elf Monaten wurde ein neues dreiteiliges Bauwerk, bestehend aus einer 105 Meter langen und 15 Meter breiten Stahlbogenbrücke mit nördlich und südlich anschließenden Spannbetonbrücken, gebaut, um eine ausreichende Höhe für den Fahrdraht zu erreichen.